# 伊森·葛特曼

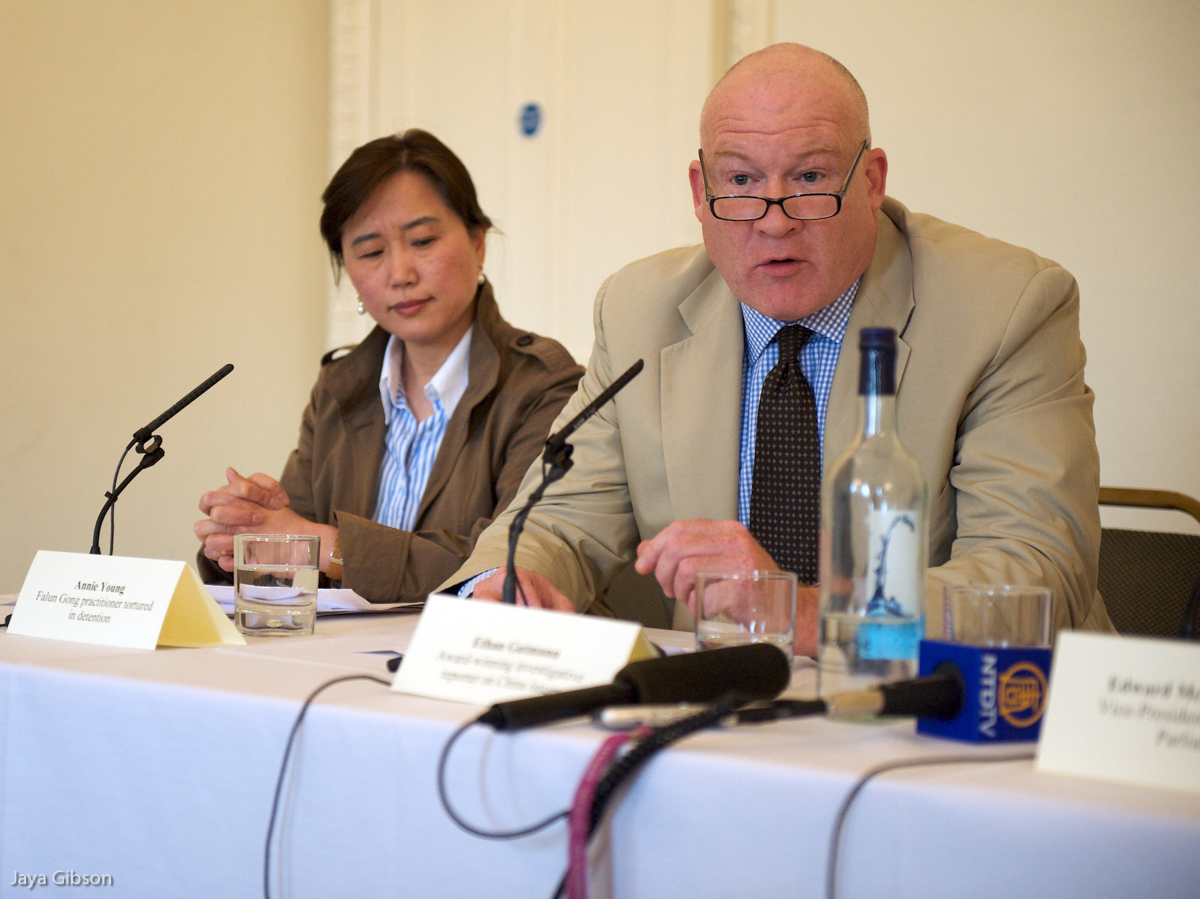
2009年4月

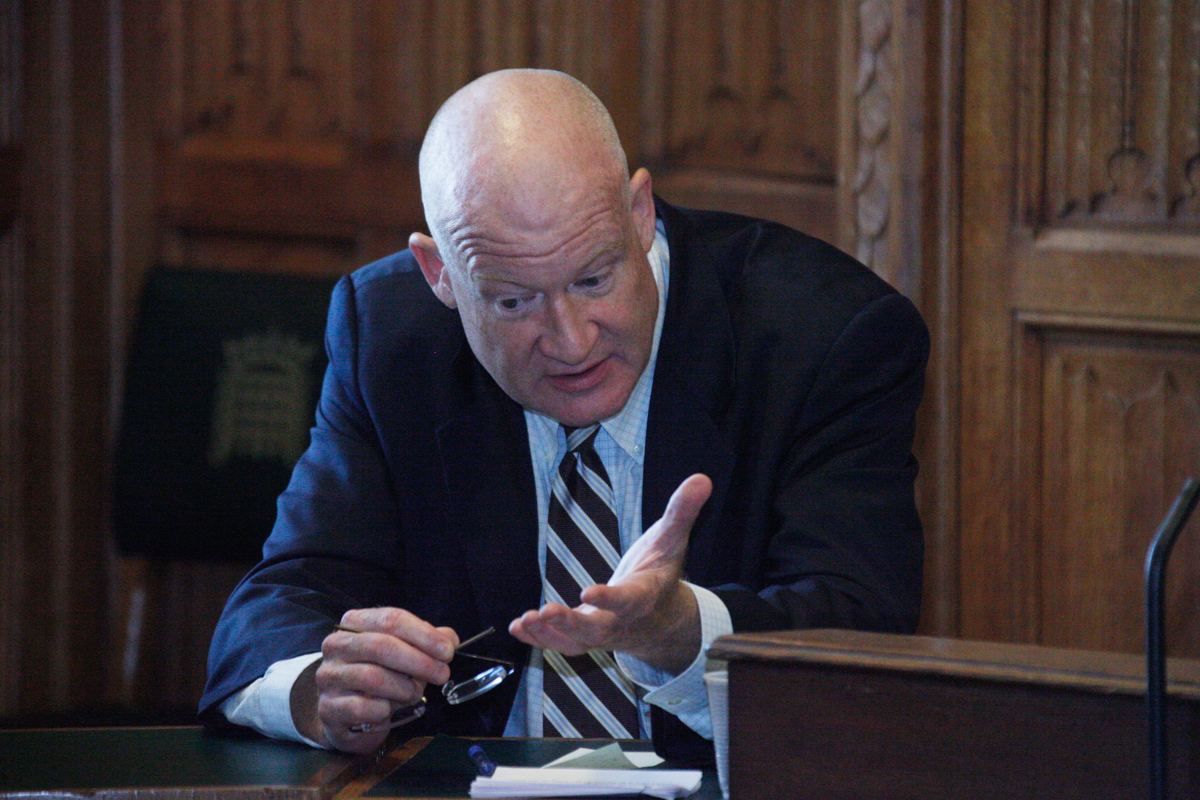
2010年7月

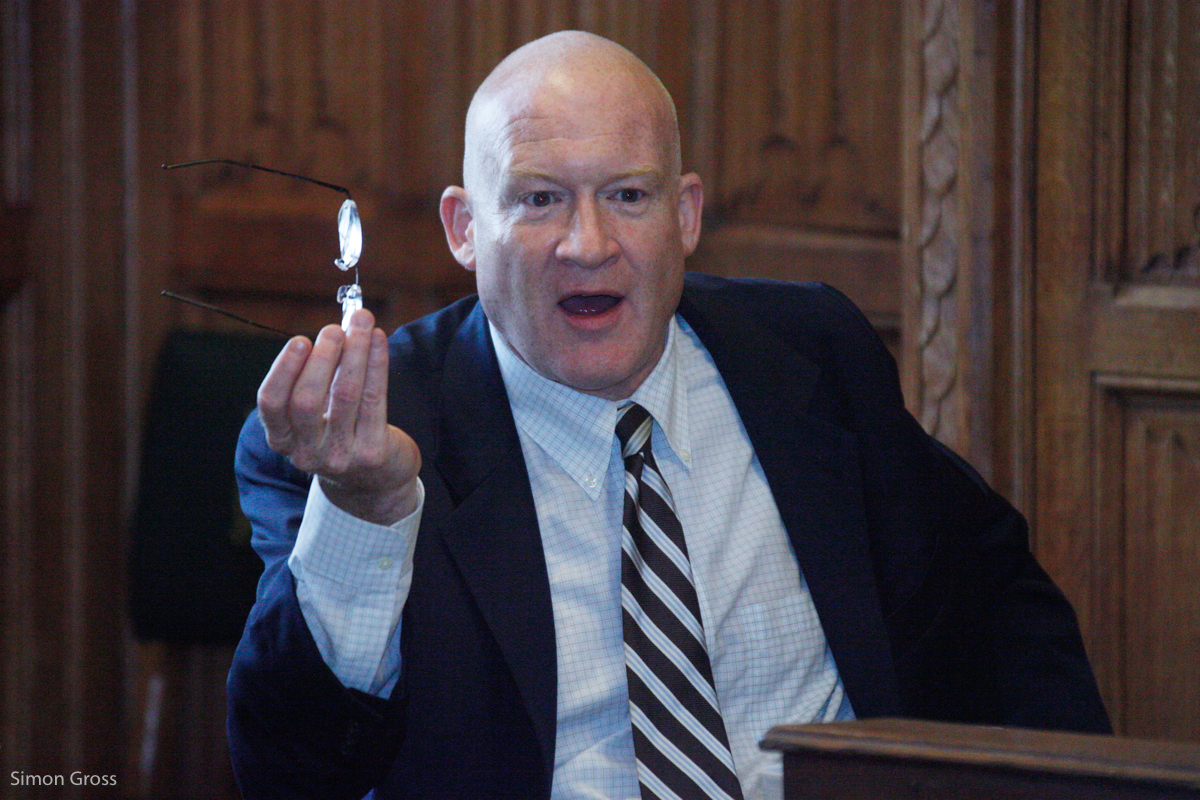
2010年7月

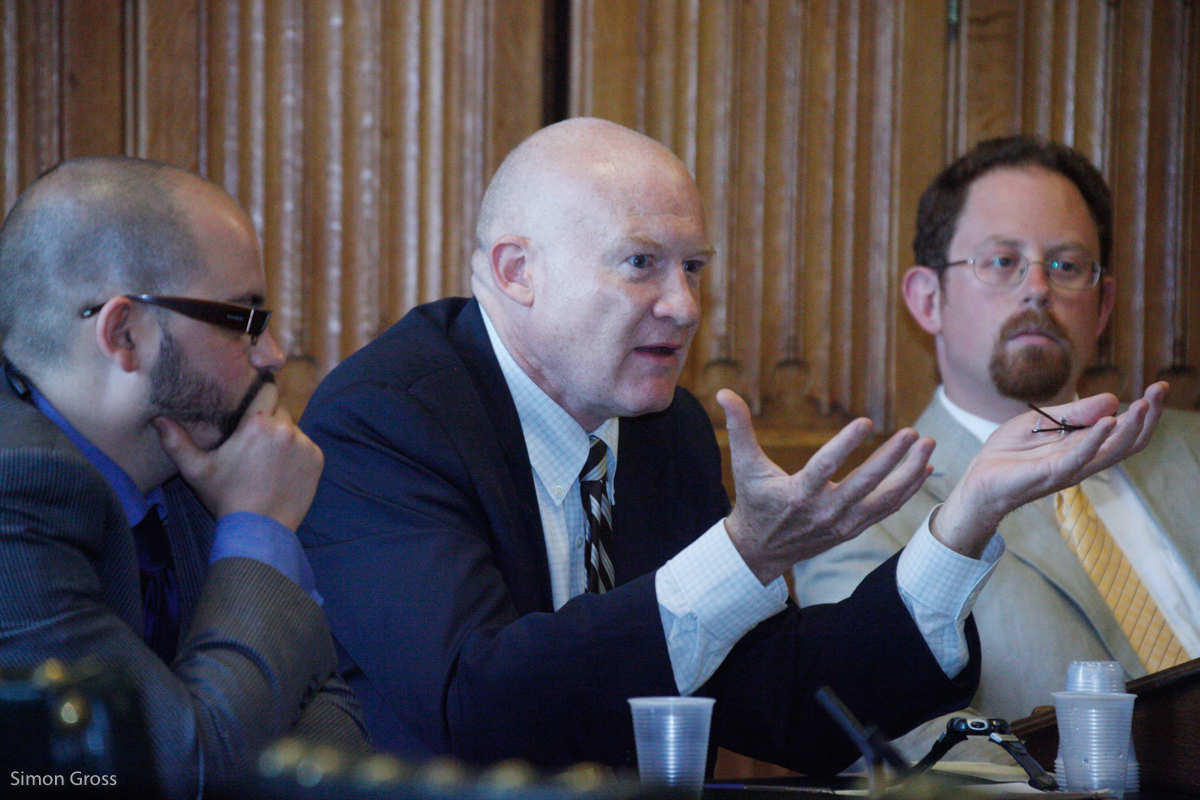
2010年7月

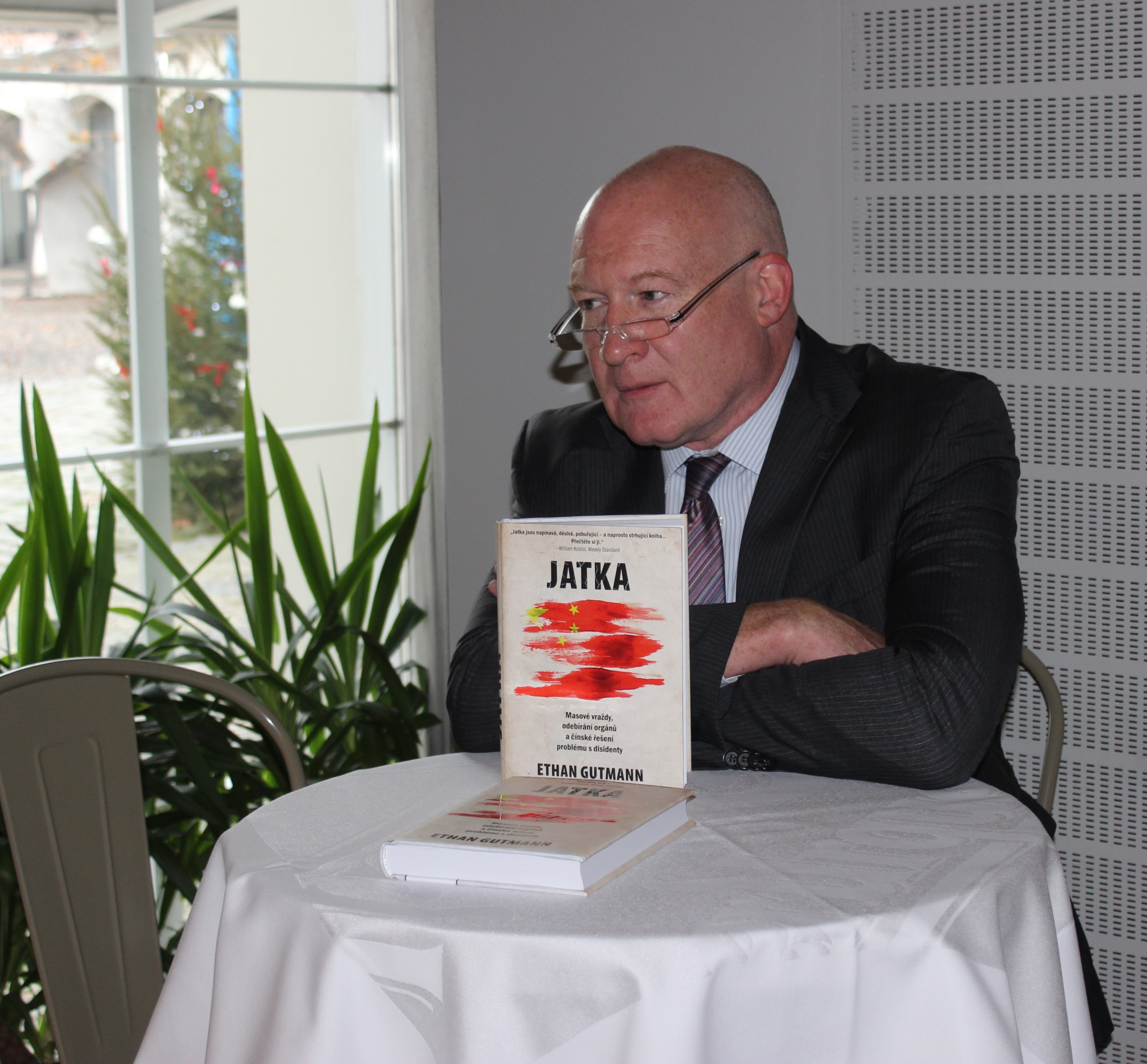
2016年

伊森·葛特曼（英語：Ethan Gutmann，1958年—）是美国记者、作家。曾对中华人民共和国摘取法轮功学员器官问题进行调查，著有《屠殺》（The Slaughter: Mass Killings, Organ Harvesting, and China's Secret Solution to Its Dissident Problem）一书，

## 早期生活和教育
葛特曼获得了哥伦比亚大学文学学士学位和国际事务硕士学位。

## 中共器官摘取
从2006年起，葛特曼写作关于活摘器官的文章。2012年，《国家器官：在中国的移植滥用》出版了六篇医疗专业论文，大卫·麦塔斯与葛特曼采访了100名证人，包括法轮功的幸存者、医生、警察和劳教所管理员。他估计在2000年至2008年間，至少65,000法轮功学员被为获取他们的器官而遭杀害。

## 事件

### 指控柯文哲是騙子
2018年10月，葛特曼在其著作《屠殺》中文版的記者會上，指控柯文哲在器官活摘事件擔任中間人和業務，並且教導中國醫師葉克膜技術，同時稱呼柯文哲是騙子。
柯文哲控告葛特曼妨害名譽和公然侮辱。台北地檢署在2020年8月對葛特曼做出不起訴處分，高檢署駁回再議，柯文哲聲請交付審判，台北地方法院在2023年9月駁回聲請，全案確定。 

## 外部連結
- 官方网站